# 大矢真一
大矢 真一（おおや しんいち、1907年11月3日 - 1991年9月14日）は、日本の数学史学者。富士短期大学名誉教授。

## 来歴
神奈川県横浜市生まれ。1940年東京物理学校卒。東海科学専門学校教授、富士短期大学教授。日本数学史学会会長を経て名誉会長。
1991年9月14日、肺炎のため死去。

## 著書
- 『数の発展』霞ケ関書房、1945　中等学生文庫
- 『数学物語』福村書店、1952
- 『ピタゴラスの定理』東海書房、1952 のち東海大学出版会
- 『おもしろい算数 1～3年生』[大日本図書]、1955　こども図書館
- 『初等数学図説』岩崎書店、1958　図説全集
- 『比とその計算』新興出版社・啓林館、1959　小学校算数科教材研究叢書
- 『数と計算』新興出版社・啓林館、1960　中学校数学科教材研究叢書
- 『数と量』新興出版社ほか、1961　小学校算数科教材研究叢書
- 『たのしいさんすう／算数 1-6ねん』岩崎書店、1961-1962
- 『幾何の証明』岩崎書店、1966　図解中学生の数学文庫
- 『二進法と電子計算機』岩崎書店、1966　図解中学生の数学文庫
- 『比較数学史 -事項別-』富士短期大学出版部、1966　東西数学シリーズ
- 『非ユークリッド幾何』岩崎書店、1967　図解初等数学選書
- 『日本の産業技術 鯨捕りから反射炉まで』三省堂、1971
- 『日本科学史散歩 江戸期の科学者たち』中央公論社、1974　自然選書
- 『日本経済学史の旅 江戸時代の経済学者たち』恒和出版、1980
- 『和算以前』1980　中公新書
- 『和算入門』日本評論社、1987　数セミ・ブックス

## 共著
- 『分数と小数』徳永吉晴、安藤泰三共著　新興出版社・啓林館、1957　小学校算数科教材研究叢書
- 『改訂指導要領算数科99の相談』中谷太郎共著　明治図書出版、1958　教師のための相談選書
- 『整数の観念と計算』泉並幸男、栗原九十郎共著　新興出版社・啓林館、1958　小学校算数科教材研究叢書
- 『問題解決とその指導』藤原安治郎共著　新興出版社・啓林館、1958　小学校算数科教材研究叢書
- 『数字と数学記号の歴史』片野善一郎共著　裳華房、1978　基礎数学選書

## 校注訳
- 中根法舳『勘者御伽双紙』訳註　大紘書院、1942　初等数学古典
- 村田恒光『算法地方指南』校註　大紘書院、1943　初等数学古典
- 村井中漸『算法童子問』訳　大紘書院、1944　初等数学古典
- 吉田光由『塵劫記』校注　1977　岩波文庫

## 参考
- 「和算以前」著者紹介

## 関連文献
- 板倉聖宣、菊池俊彦「追悼」『科学史研究』第31巻第181号、日本科学史学会、1992年、51-54頁、doi:10.34336/jhsj.31.181_51。